# Bharatanatyam

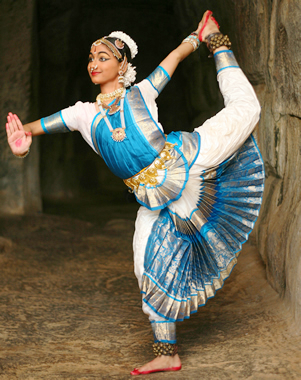
Ballarina de bharatanatyam fent la postura natharás (‘el rei del ball').

El bharatanatyam ―பரதநாட்டியம்: paratanāṭṭiyam, en tàmil― és una dansa clàssica de l'Índia, originària de Tamil Nadu, un estat del sud d'Índia.
És una de les vuit o nou danses clàssiques de l'Índia, així com el kathakali, mohiniyattam, odissi, kuchipudi, kathak i manipuri. Es creu que és una forma de dansa reconstruïda a partir del cathir, que al seu torn és una reconstrucció de danses més antigues, provinents dels temples de l'antiga Índia, del I mil·lenni ae.
Usualment el bharatanatyam s'acompanya amb música carnàtica.

## Etimologia
L'etimologia de la paraula bharatanatyam inclou diverses teories. Una d'aquestes afirma que prové del nom de l'autor (Bharata Muni) del tractat sànscrit sobre arts escèniques Natia-sastra, al qual també se l'anomena el «cinqué Veda» en referència a la fundació de les doctrines hinduistes.
Una altra etimologia popular assegura que la paraula bharata ve de:
- bha, de bhava (sentiment) o abhinaya (expressió).
- ra, de raga (melodia).
- ta, de tala (ritme).

## Arrels tradicionals
Els orígens del bharatanatyam provenen del Natia-sastra, escrit pel savi hinduista Bharata Muni (que va viure entre el 200 i el 400 de). En temps antics era practicat en els temples per les devadasi (‘esclaves de Déu’). Moltes de les antigues escultures dels temples hinduistes es basen en postures de la dansa bharatanatyam, ja que aquesta ve a ser la representació terrenal de la dansa de les Apsara, les ballarines celestials. En el sentit més essencial, una deïtat hinduista és un ésser venerat en el seu temple residència, al qual se li ofereix uns serveis religiosos anomenats sodasa upacharas (‘setze hospitalitats') entre els quals es troben la música i la dansa, agradables als sentits.
El bharatanatyam com a forma de dansa i música carnàtica està profundament basat en el Bhakti. Es diu que és l'encarnació de la música en forma visual, una cerimònia i un acte de devoció. La dansa i la música són formes inseparables: només amb Sangeetam (paraules o síl·labes ajustades a un raga o melodia), la dansa es pot conceptualitzar.

## Idees essencials
El bharatanatyam es considera una dansa del foc, una manifestació mística de l'element foc en el cos humà. És un dels cinc majors estils (un per cada element), que inclou l'odissi (element aigua) i el mojini-iatam (element aire). Els moviments d'un autèntic ballarí de bharatanatyam s'assemblen al moviment d'una flama. Actualment, el bharatanatyam rarament és practicat com a natia-ioga, una tradicional meditació sagrada, excepte per molt poques escoles ortodoxes.

### Simbologia espiritual
El bharatanatyam és la manifestació d'una idea ancestral de celebració de l'eternitat de l'univers, mitjançant la celebració de la bellesa del cos material. Algunes tècniques de bharatanatyam poden remuntar-se a altres estils com el kaisiki, que reflecteixen revelacions d'ioguis espirituals, tals com la visió de Vyagrapada i Patanjali en Chidambaram.
En la mitologia hinduista, l'univers és descrit com una dansa del ballarí suprem, Nataraja (que és un dels noms del déu Xiva, l'asceta iogui, proveïdor de l'ordre i el bé). El simbolisme de la dansa de Xiva ―en la seua forma de Nataraja― es representa amb la postura anomenada «ananda tandavam». També conegut com el ballarí còsmic, és la personificació i al mateix temps la manifestació de l'energia eterna per «cinc accions» (pancha-kriia), a saber: la creació, el desplegament, el manteniment de la durada, o sthiti; la destrucció o la regressió, smhara; l'ocultament de l'essencial després del vel de les aparences, en sànscrit tirobhava; i afavorir la gràcia mitjançant una manifestació de submissió devota (o anugraha). Xiva es representa ballant sobre el cos deforme del dimoni Apasmara Purusa (‘l'home oblidadís'), denominat en tàmil Muyalaka, que representa la ignorància, la destrucció de les coses que porten el coneixement, la veritable saviesa i l'alliberament de l'existència.

## Declivi en l'edat mitjana

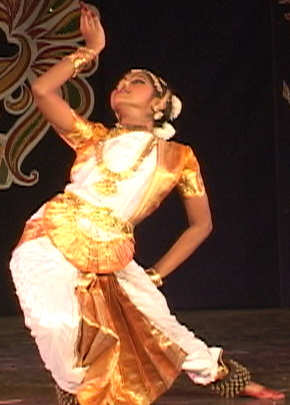
Bharatanatyam del període Serfoji II

Els reis locals solien convidar ballarins (devadasi) per veure'ls dansar en la cort, la qual cosa va provocar el sorgiment d'una nova categoria de ballarins ―anomenats rasha-nartaki― que al seu torn van influir en la tècnica i el repertori dels recitals. Una devadasi havia d'acontentar-se passant desapercebuda en la seua dansa, i oferir-se retuda al seu senyor; mentre que el ball de les rajanarthaki es considerava una espècie d'entreteniment.
Encara que els ballets contemporanis tamils "bharatanatyam" són considerats generalment com una forma d'entreteniment, l'estil de dansa de Natya Xastra tenia un origen cerimonial, que aspirava a elevar espiritualment els espectadors. El bharatanatyam és una dansa individual que combina dos aspectes: el lasya ―o la gràcia de les línies i els moviments femenins― i el tandava (en sànscrit) o Ananda Thandavam (en tamil), que versa sobre la dansa de Xiva, i representa l'aspecte masculí. Es reflecteixen així les formes pròpies de la cultura xinesa del Ying i Yang.
El quartet compost per Chinnayya, Ponniah, Sivanandam i Vadivelu, que va treballar en la cort de Tanjore al servei del rei Saraboji II (1798-1832), exercí un paper molt valuós per a la música i el bharatanatyam, i va culminar l'assimilació de l'antic bharatanatyam fins a dur-lo a la seua forma actual. Els descendents d'aquests quatre germans esdevingueren la primera generació de mestres de ball (Nattuvanar) del bharatanatyam a Tanjore. Originàriament, formaren una comunitat xaivita, mantenint-se apartats del bramanisme. La caiguda dels regnes hinduistes del sud va assenyalar el posterior declivi del Natya, que ja havia estat desallotjat del nord després de la invasió musulmana. El ball sagrat, part integrant del Sodasa Upacharam, fou reemplaçat per ofrenes d'arròs.

## Renaixement contemporani
Artistes com I. Krishna Iyer ―que va defensar la posició social del ballarí― o Rukmini Devi Arundale ―que va modificar essencialment l'estil pandanallur del bharatanatyam― foren els primers a reclamar prestigi per al seu art i a difondre'l arreu del món. Segons afirma Shri Sankara Menon, Rukmini Devi entenia el bharatanatyam com una forma d'art purista, aïllant-la de la controvertida tradició històrica i suprimint certs "elements dubtosos" (bàsicament, el Sringar, un aspecte emocional del ball d'implicacions eròtiques, manifestades amb resseguiments del tors i els malucs) provinents de l'estil Pandanallur i altres tradicions de la cultura devadasi. Les representacions amoroses quedaven limitades als estrictes marges de la castedat. En aquest sentit, Balasaraswati va comentar que "l'esforç per purificar el bharatanatyam mitjançant la introducció de noves idees és com entelar l'or polit, o pintar un lotus".
Després de tres anys d'estudi, Rukmini Devi Arundale va fundar el 1936 l'escola Kalakshetra als afores de la ciutat de Madras, amb la finalitat de difondre el seu coneixement i promoure altres estudis sobre art i música índies. Fou una de les primeres persones a ensenyar aquesta tècnica a homes. El ball, en aquell moment, era realitzat exclusivament per dones. Els homes, anomenats «Nattuvanar», s'ocupaven del seu ensenyament, però no feien interpretacions en públic. És digne d'atenció que la majoria dels ballarins de bharatanatyam contemporanis no satisfan els criteris d'exigència professional especificats en els codis. L'aprenentatge del bharatanatyam sol suposar molts anys abans de l'arangetram o debut. En molts països, hi ha institucions que imparteixen classes de bharatanatyam. En l'actualitat no solament hinduistes, sinó també persones d'altres religions i cultures el practiquen, entenent-lo com un art flexible de significació no estrictament religiosa.
Encara que els estils Pandanallur, Thanjavur, Vazhuvoor, Mysore o Kancheepuram es basaven en l'art dels rajadasis i són esotèrics per naturalesa, alguns altres, com l'estil Melattur o el del mateix Balasaraswati, van créixer com a part de la tradició devadasi, d'índole esotèrica.
El ball de bharatanatyam va quedar, per tant, envoltat de polèmica. Algunes veus, entre elles la de la cèlebre historiadora del ball indi Ashish Khokar, han denunciat una pràctica comuna de moltes dones ―també bramàniques― que s'han apropiat de determinades antigues tradicions devadasi sense assumir altres aspectes del devadasi contemporani.
Actualment, els recitals de bharatanatyam no s'interpreten dins del santuari d'un temple sinó fora, fins i tot en festivitats importants. La majoria dels espectacles es realitzen en un escenari preparat i amb un conjunt musical adequat. La cultura popular ha recreat en pel·lícules i programes televisius un bharatanatyam adaptat, o "semiclàssic", que gaudeix de gran acolliment.

## Tècnica

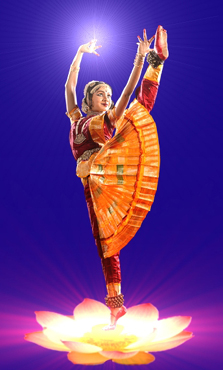
La mà dreta d'aquesta ballarina està en el jasta katakamukha, amb 3 dits units simbolitzant la sagrada síl·laba Om. Els dits de la mà esquerra estan en el jasta alapadma, el lotus giratori d'il·luminació espiritual. Els ulls es dirigeixen directament al Senyor Suprem. La cama dreta s'eleva, representant l'elevació de la consciència des de la Terra als cels en un sol pas

La tècnica del bharatanatyam es compon de:
- Abhinaya o natia: l'art dramaticonarratiu
- Nritta: moviments de dansa, que actuen com un mitjà de descripció visual dels ritmes
- Nritya: combinació d'abhinaya i nritta

### Karana
Els karana són els 108 moviments transicionals que marquen el bharatanatyam i altres danses clàssiques d'Índia. La majoria d'aquests karana tenen una posa estàtica que actua com a eix central. Se suposa que l'artista deu parar-se i mantenir-la durant un període concret d'aproximadament mig segon.

### Jasta o mudra
Un tret característic del bharatanatyam és l'ús dels gestos (mudra) de la mà (jasta) com a mitjà de comunicació. Els jasta són precisament aquests gestos, que s'usen exhaustivament i estan ben catalogats: el jasta anyali, per exemple, sol usar-se com a senyal de salutació.
Els jasta es classifiquen en diversos grups; dos d'ells són: asamiuta (senzills) i samiuta (combinats). L'Abhinaia-darpana descriu 28 asamiuta-jasta i 24 samiuta-jasta i el seu ús (o viniyoga), encara que en el Natia-shastra s'esmenten molts més. D'altra banda, els establerts en l'Abhinava-bharati difereixen considerablement dels descrits en l'Abhinaia-darpana, que és un text relativament modern. Molts jasta poden ser usats de més d'una manera, depenent de la música que acompanyi al ballarí i del context que aquest està comunicant a la seua audiència.

### Adavus
Els adavus són sèries de passos establerts, i l'execució en varia enormement d'un estil a un altre. La majoria de les escoles reconeixen 108 adavus bàsics, mentre que unes altres n'augmenten aquesta xifra fins als 150. Pocs ballarins professionals n'usen més de 60. Una combinació d'adavus es denomina jathi, generalment desenvolupats en les parts nritta d'un exercici bharatanatyam.

### Bheda i moviments oculars
Les tècniques de bharatanatyam inclouen altres moviments, com complexos desplaçaments de coll, cap i ulls.
L'Abhinaia-darpana defineix un total de 9 moviments de cap, 4 de coll i 8 d'ulls que s'usen al llarg de tot el ball.

## Execució

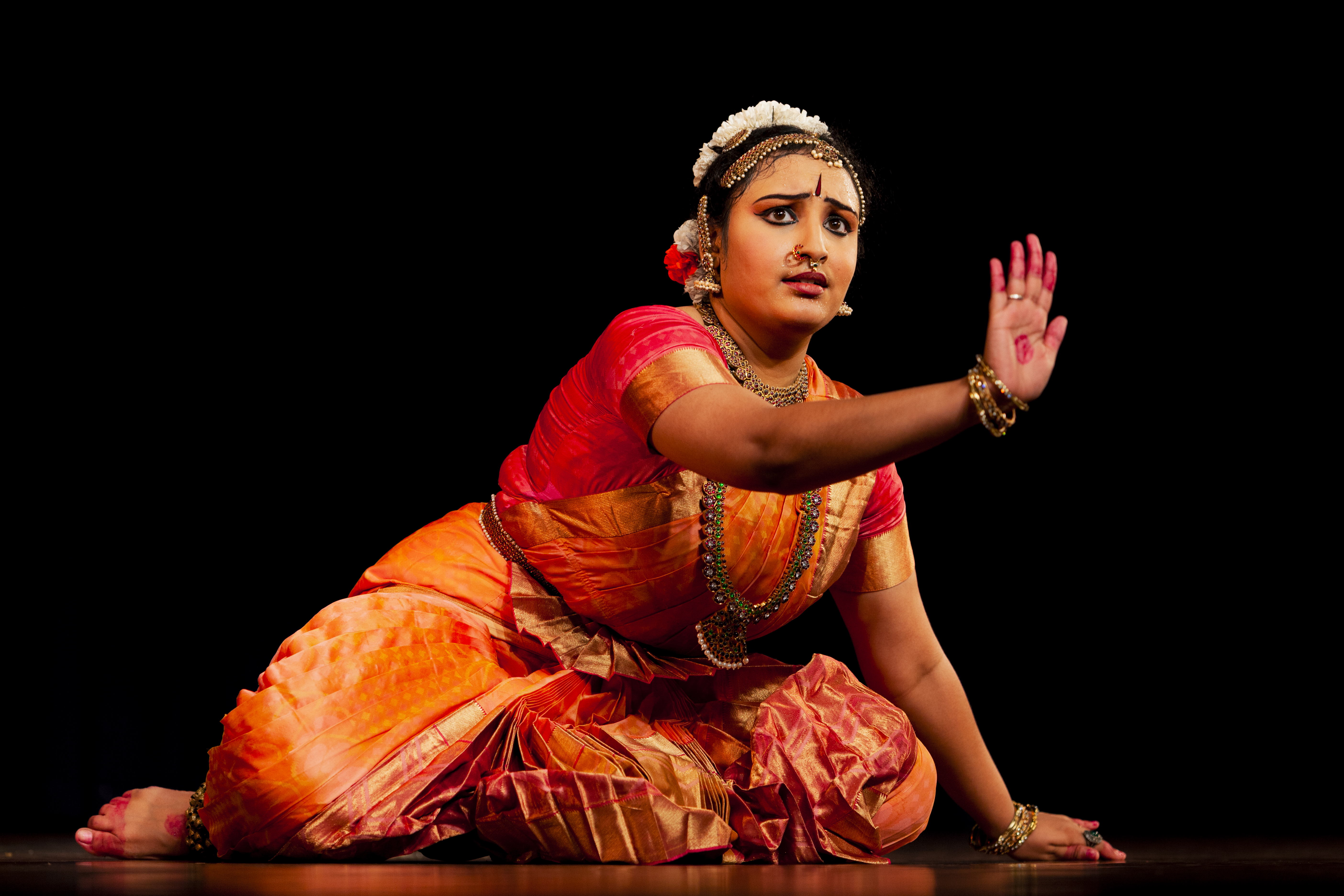
Ballarina de Bharatanatyam el 2015.

Generalment, un espectacle bharatanatyam contemporani desenvolupa aquestes parts:
- Ganapati vandana: invocació inicial al déu Ganesha, que venç els obstacles.
- Alarippu: presentació del tala (ritme), assenyalat per síl·labes murmurades pel ballarí. Aquesta és una altra invocació als déus perquè beneïsquen el ball.
- Yati-suaram: dansa abstracta acompassada per la percussió. Aquí, el ballarí mostra la seua habilitat marcant els passos i exhibint la gràcia dels moviments.
- Shabdam: dansa acompanyada d'un poema o una cançó d'índole devota o amorosa.
- Varnam: peça central de l'exercici; és la més llarga i s'accentua amb els moviments de més complexitat. Les posicions de les mans i el cos expliquen una història, generalment sobre amor i l'espera de l'amant.
- Padam: la secció probablement més lírica del ball, en el qual l'artista "parla" d'alguns aspectes de l'amor: la seua devoció per l'Ésser Suprem, l'amor d'una mare pel seu fill o el retrobament dels amants separats.
- Thillana: dansa final, en què s'acompanya el virtuosisme dels músics amb un complex catàleg de passos i mirades suggeridores de l'artista bharatanatyam.

A part d'aquests recursos relativament moderns, n'hi ha de més tradicionals com el Kautuvam, el Koothu, el Shlokam, Swarajathi o Krithi. El ball acaba amb l'entonació d'alguns versos religiosos de benedicció. Alguns estils inclouen elements més avançats, com el Tharanga Nritham o el Suddha Nritham. Quan el ballarí és un mestre de tots aquests elements, generalment pot procedir al seu Arangetram o debut.
- Angikam: és una cançó devota sobre Xiva i un element de ball en el bharatanatyam. Pot realitzar-se també en l'estil byapti, més lent del normal.

## Complements
- Vestits: Si bé els antics texts i escultures representen la figura de l'artista parcialment nu, la influència puritana de l'època medieval va fer que els devadasi usaren un pesat sari especial que restringeix la capacitat de moviment del ballarí. Hi ha diverses varietats de vestits bharatanatyam, que faciliten més o menys el moviment. Els usats actualment són molt simbòlics, ja que el seu propòsit és projectar l'aura del ballarí (el seu sukshma sharira o cos subtil) al món material.
- Música: la d'acompanyament és generalment l'estil carnàtic del sud d'Índia.
- Acompanyament: s'hi s'usen especialment instruments del sud d'Índia. Entre aquests, el mridangam (tambor de dos pegats), el nagaswaram (una trompa llarga feta de fusta negra), la flauta, el violí i el vina, un instrument de corda tradicional associat a Sarasvatí, la dea hinduista de les arts i el coneixement.
- Idiomes: generalment es canta en sànscrit o en tàmil.

## Característiques discriminatòries
Un ballarí professional de bharatanatyam hauria de reunir un conjunt de virtuts. Tal com explica el Sangitaratnakara, l'autèntic ball està relacionat amb la bellesa del cos, de la qual qualsevol altra bellesa no és més que una paròdia (VII.1246).
L'Abhinaia-darpana té un sloka (vers) en el qual descriu el patra prana dasha smrutaha (les deu virtuts essencials del ballarí):
- yavaja, l'agilitat
- sthira, la fermesa
- rekha, la gràcia de línies
- bhramari (confusió), o l'equilibri en les piruetes
- drishti, que representa la mirada
- sramaja, o la dedicació
- medha, intel·ligència
- sraddha, la devoció,
- vacha, el bon discurs
- guita, l'habilitat per al cant

Segons un altre text clàssic del bharatanatyam, una ballarina professional (o patra) ha de reunir aquestes qualitats: jove, esvelta, bella, amb grans ulls, pit alt, segura d'ella mateixa, enginyosa, agradable, capaç de saber quan ballar i quan deixar-ho, capaç de seguir el ritme dels sons i la música i de ballar al compàs d'uns altres (thalam); ha de portar esplèndids vestits i mostrar un caràcter alegre.
El Natia-shastra assenyala que les dones de «bells membres, amb coneixement de les 64 arts i artesanies (kala), intel·ligents, corteses en el tracte, lliures de malalties venènies, fortes, lliures d'indolència, acostumades al treball dur, capaces de realitzar diverses arts amb destresa, disposades per al ball i el cant, excel·lents en la seua bellesa, plenes de joventut, brillants i dotades d'una manera notable de totes les qualitats que tota dona té són anomenades ballarines narthaki».